# Action poétique
La revue Action poétique, fondée au printemps 1950, était une des plus anciennes revues de poésie française publiées. Elle a également publié des recueils.

## Début et fin d'Action poétique
L'histoire de la revue Action poétique se confond en ses origines avec la politique. 
À la suite d'une grève des dockers de Marseille, Jean Malrieu et Gérald Neveu réunissent des poètes et réalisent un journal militant, ronéotypé, qui deviendra trois ans plus tard Action poétique. Il s'agit ainsi, pour les poètes, non pas d'être extérieurs à la société, mais de s'y engager à travers leur propre langage, leur expérience poétique. Action poétique a pris pour devise cette formule de Lautréamont : « La poésie doit avoir pour but la vérité pratique. » Les textes publiés dans Action poétique reflètent cette volonté de faire de chaque poème un acte social et politique aussi bien que poétique à proprement parler. Si la rigueur de langage fait souvent défaut aux membres de cette équipe, certains d'entre eux, tels Galil, Andre Barret, Guy Bellay, Henri Deluy, Gabriel Cousin, Charles Dobzynski, Andre Liberati, Jean Todrani, Jacques Roubaud, Pierre Lartique, Jo Guglielmi, Bernard Vargaftig, Jean-Jacques Viton ont prouvé qu'ils étaient capables de porter leur écriture au niveau de leur généreuse ambition morale. 
Henri Deluy, dernier directeur de la revue, entre au comité de rédaction en 1954, au moment de la parution du troisième numéro. Il en devient le rédacteur en chef en 1958.
Action poétique publie son dernier numéro en avril 2012.

## Les horizons poétiques d'Action poétique
Sous l'impulsion d'Henri Deluy, mais aussi des nombreux collaborateurs de la revue comme Jacques Roubaud, Jean-Pierre Balpe, Joseph Guglielmi, Paul Louis Rossi, Liliane Giraudon, Yves Boudier et Mitsou Ronat, Action poétique ne va pas se contenter de publier ses auteurs : la revue va s'ouvrir à de nombreux auteurs de cultures et de pays différents. Elle va aussi explorer à peu près tous les territoires de la poésie du futurisme à la poésie multimédia, constituant ainsi peu à peu une véritable encyclopédie de la poésie mondiale.
Interrogeant aussi bien la modernité - par exemple lors de la mort de Christophe Tarkos - que le passé, aussi bien la tradition de Dada que les poètes néerlandais des années 1950, ou les rapports de l'informatique et de l'écriture poétique, Action poétique défriche les divers horizons de la poésie contemporaine dans toutes ses formes et toutes ses composantes.